# Traian Vuia
Traian Vuia (17. srpna 1872 – 3. září 1950) byl rumunský vynálezce a letecký průkopník, který zkonstruoval, postavil a vyzkoušel vlastní jednoplošník. Byl první, který ukázal, že létající zařízení se může vznést do vzduchu rozjezdem na kolech na běžné cestě. Je mu připisován skok do vzduchu s motorovým letadlem o délce jedenácti metrů, provedený 18. března 1906, později prohlašoval, že uletěl 24 metrů. Ačkoliv neúspěšný v trvalém letu, Vuiův vynález ovlivnil Louise Blériota v konstrukci jednoplošníků. Později se Vuia zabýval také konstrukcí vrtulníků.
Francouzský občan od roku 1918, Vuia byl také velký vlastenec, vedoucí francouzské Rumuny (zejména původem z Transylvánie) v odboji během druhé světové války. Do Rumunska se vrátil v roce 1950.

## Vzdělání a začátky kariéry
Vuia se narodil rumunským rodičům Simionu Popescuovi and Aně Vuia ve vesnici Surducul-Mic v oblasti Banátu v Rakousko-Uhersku, nyní v Rumunsku; místo se nyní nazývá Traian Vuia. Po dokončení střední školy v Lugoji roku 1892 se zapsal na Školu mechaniky na Polytechnické univerzitě v Budapešti, kde získal svůj inženýrský diplom. Poté studoval právnickou fakultu v Budapešti, kde získal titul v květnu 1901.
Vrátil se do Lugoje, kde studoval problémy létání a konstruoval svůj první létající stroj, která nazval Létající automobil. Pokusil se postavit svůj stroj, ale kvůli finančním potížím se červenci 1902 rozhodl odejít do Paříže, kde doufal, že najde někoho, kdo by financoval jeho projekt. Setkal se s značnou skepsí od lidí, kteří věřili, že stroj těžší než vzduch nemůže létat. Poté navštívil Victora Tatina, známého teoretika a experimentátora, který v roce 1879 postavil létající model letadla. Tatin se o projekt zajímal, ale pochyboval, že Vuia má vhodný motor a že letadlo bude stabilní. 16. února 1903 Vuia představil svůj plán Francouzské akademii věd v Paříži, ale byl odmítnut s komentářem: "Problém letu se strojem těžším než vzduch nemůže být vyřešen a je to jen sen."
To Vuiu neodradilo a 15. května 1903 požádal o francouzský patent na svůj letoun, patent získal pod číslem 332106. Svůj první létající stroj začal stavět v zimě 1902-1903. Musel překonávat další finanční obtíže, také zahájil stavbu motoru jeho vlastní konstrukce, pro který byly vydány různé patenty, první v roce 1904.

## Letecké experimenty

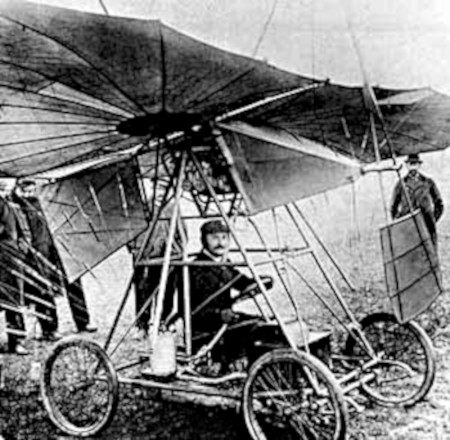
Traian Vuia ve svém letadle Vuia I (1906)

V prosinci 1905 Vuia dokončil stavbu svého prvního letounu Vuia I. Byl to hornoplošník s konstrukcí z ocelových trubek. Základní rámec se skládal z dvojice trojúhelníkových rámů, jejich spodní části tvořily strany obdélníkového podvozku se čtyřmi koly s pneumatikami, přední pár byl řiditelný. Křídlo bylo upevněno na vrcholech těchto rámů a podobalo se křídlům Lilienthalových kluzáků, s konstrukcí ze zakřivených ocelových trubek vycházejících ze středu na vrcholu každého z bočních rámů. Vyztužení tvořily dráty připojené k páru sloupků. Křídlo bylo potaženo lakovaným plátnem. Sklon se ovládal změnou úhlu náběhu křídla. Kormidlo bylo umístěno zezadu pod křídlem.  Letoun byl poháněn plynovým motorem na kyselinu uhličitou s vrtulí v tažném uspořádání. Motor o výkonu 25 koní si musel Vuia sám upravit, protože vhodný motor nebyl k dispozici. Tekutý oxid uhličitý se měnil na plyn v kotli Serpollet a poháněl motor stejné značky. Zásoba paliva stačila na pět minut při plném výkonu. Letoun byl pro Vuiu postaven pařížskou strojírenskou firmou Hockenjos & Schmitt.
Pro zkoušky vybral Vuia místo v Montessonu poblíž Paříže. Nejprve zkoušel letoun bez křídel, aby se ho naučil kontrolovat na zemi. Křídla byla namontována v březnu a 18. března 1906 se letoun krátce vznesl. Po padesátimetrovém rozjezdu stroj opustil zemský povrch a letěl vzduchem ve výšce asi jednoho metru na vzdálenost asi dvanácti metrů, ale potom motor vysadil a letoun dosedl na zem. Byl zachycen větrem a poškodil se nárazem do stromu.  9. srpna byl podniknut delší skok o délce asi 24 metrů ve výšce asi dva a půl metru, který skončil tvrdým přistáním, při kterém byla poškozena vrtule.
V srpnu 1906 Vuia letadlo upravil, snížil vzepětí křídla a přidal výškové kormidlo.  V této podobě je letadlo někdy nazýváno Vuia I-bis.
Britský letecký historik Charles Harvard Gibbs-Smith popsal toto letadlo jako " první jednoplošník základní moderní konfigurace nesoucí člověka ", dosud ještě "neúspěšný", protože nebyl schopen delšího letu. 
Francouzský časopis L'Aérophile zdůraznil, že Vuiovo letadlo bylo schopno vzlétnout z rovného povrchu bez pomoci rampy, kolejnic nebo katapultu.  V té době bylo v Evropě známo úsilí bratří Wrightů, jejichž Wright Flyer se vznesl 17. prosince 1903 za použití odhazovacího podvozku, jedoucího po vodicí kolejnici. Nemnoho lidí dosud tento úspěch uznávalo. Wrightové podnikli nepřetržité a kontrolované lety v kompletním okruhu v září 1904. 
Hlavní technické údaje letounu Vuia I:
- Rozpětí : 8,70 m
- Délka : 5,65 m
- Výška : 2,90 m
- Nosná plocha: 20 m²
- Motor (používající jako palivo kyselinu uhličitou): 25 hp
- Vrtule: dvoulistá, 2,2 m v průměru, navržená Victorem Tatinem.
- Hmotnost: 241 kg včetně paliva a pilota

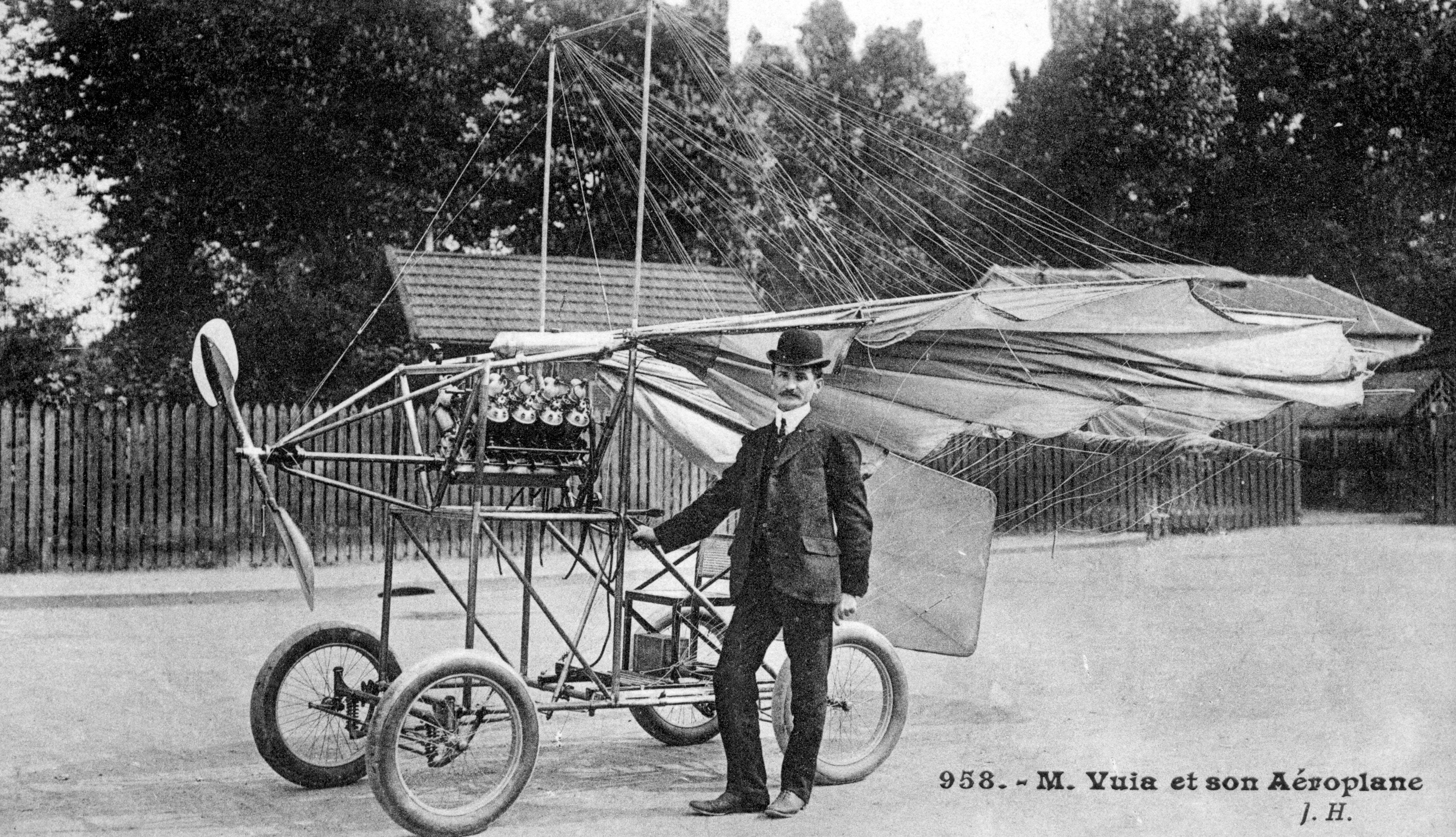
Pohlednice s Vuiou a jeho letounem Vuia II (1907)

V roce 1907 Vuia postavil letoun Vuia II, poháněný motorem Antoinette o výkonu 25 koní. Tento letoun měl stejnou základní konfiguraci jako Vuia I-bis, ale byl menší a lehčí, s celkovou hmotností včetně pilota 210 kg a rozpětím křídel 7,9 m. Vuiovi se podařil krátký skok do vzduchu v červenci 1907, kdy uletěl 20 metrů, ale letadlo se poškodilo při přistání a Vuia byl lehce zraněn. Další pokusy o let s tímto letadlem nebyly provedeny. 
Charles Dollfus, bývalý kurátor leteckého muzea v Paříži, napsal, že užití kol na letadle Alberto Santos-Dumonta bylo ovlivněno tím, že Santos-Dumont sledoval Vuiovy pokusy o let.

## Dokumentace
Vuia údajně provedl první skok do vzduchu 18. března 1906, v přítomnosti jeho mechanika a dvou blízkých přátel. Zprávy o tomto a dalších pokusech do 19. srpna 1906 se zakládají na dopisech, které Vuia napsal pro L'Aérophile, oficiální časopis francouzského aeroklubu. Vuia poprvé představil svůj letoun veřejnosti 8. října 1906, kdy uletěl čtyři metry, což bylo sledováno Ernestem Archdeaconem a Edouardem Surcoufem.Další časopis z této doby, Flight, připisuje Vuiovi pětimetrový skok do vzduchu z 8. října 1906 jako nejdřívější zápis v seznamu jeho pokusů, umístěného v tabulce "výkony, provedené nejvýznamnějšími letci v posledních několika letech".

## Pozdější kariéra

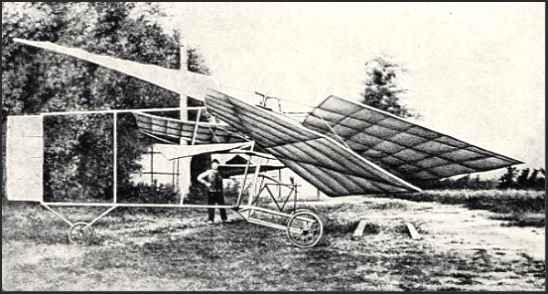
Vuiův vrtulník, 1918

V letech 1918 až 1921 postavil Vuia dva experimentální vrtulníky na letiších Juvisy a Issy-les-Moulineaux.
Dalším Vuiovým vynálezem byl parní generátor s vnitřním spalováním, který vytváří velmi vysoký tlak více než 10 MPa. Užívá se dodnes v tepelných elektrárnách – Vuia a jeden z jeho partnerů, Emmanuel Yvonneau, si nechali patentovat několik typů plynových generátorů.
Dne 26. května 1946 byl Vuia jmenován čestným členem Rumunské akademie.
Traian Vuia je pohřben na hřbitově Bellu v Bukurešti.
Mezinárodní letiště Traiana Vuii v Temešváru, třetí největší rumunské letiště, nese jeho jméno.

## Galerie

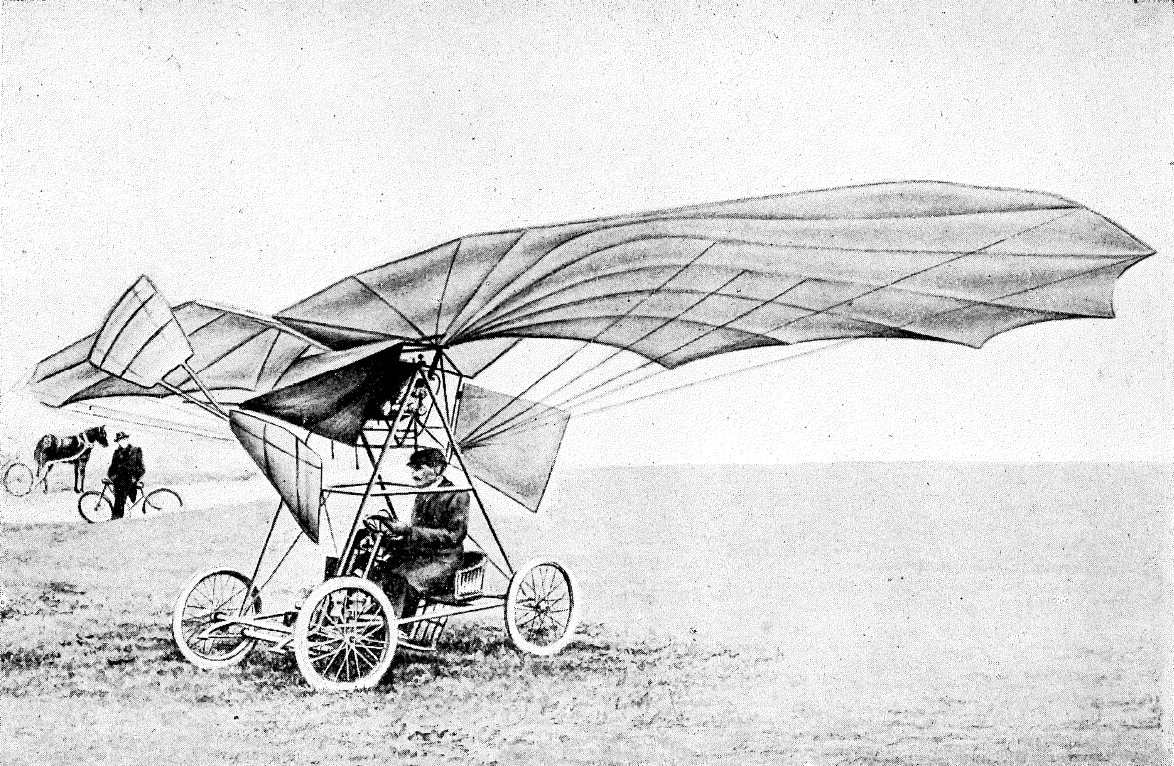
Vuia I
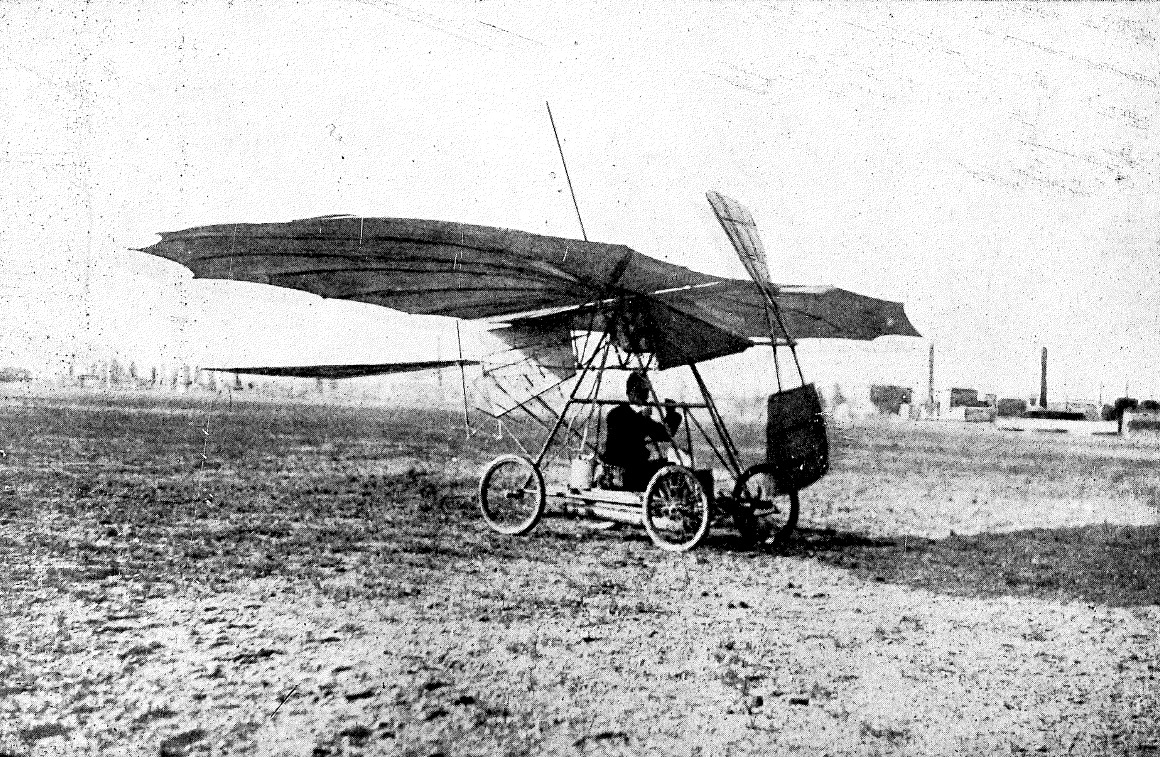
Vuia I
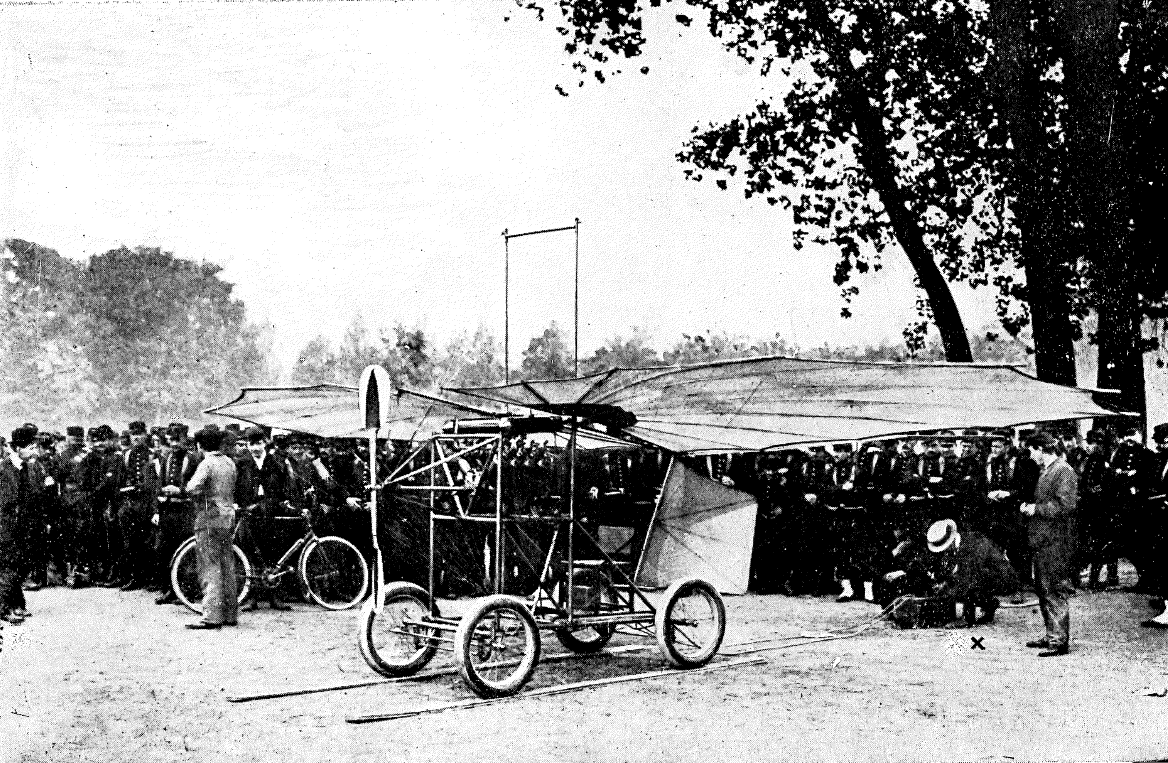
Vuia II
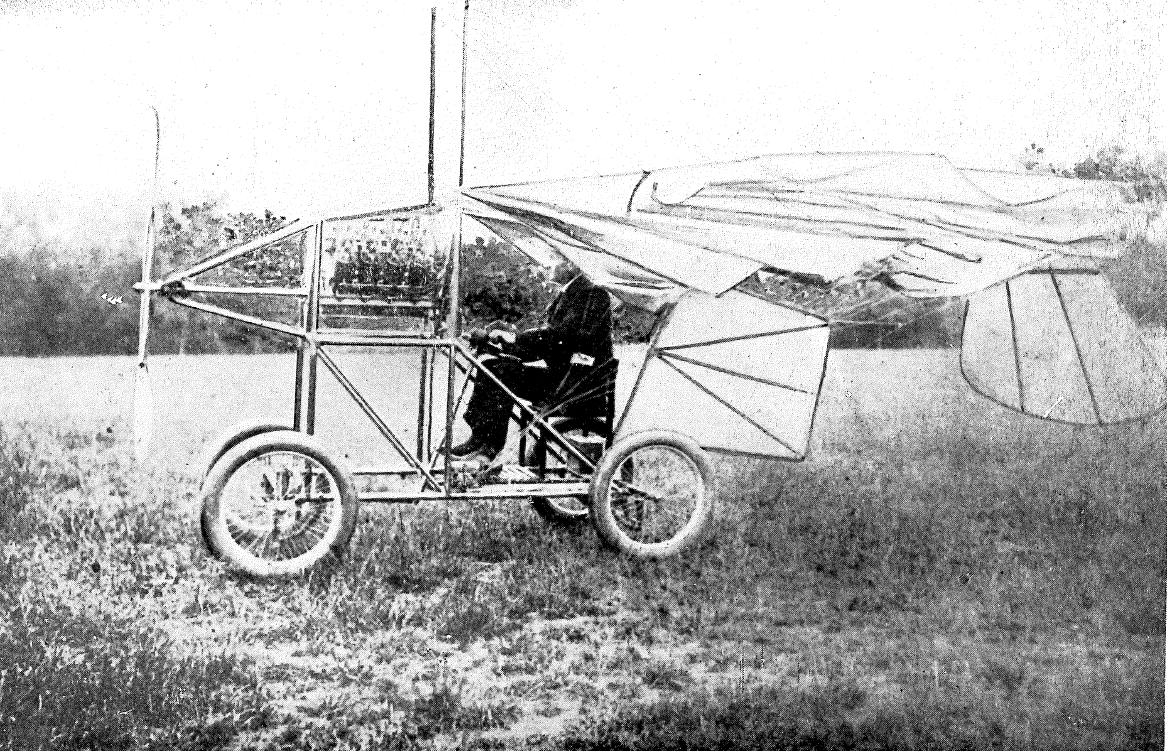
Vuia II
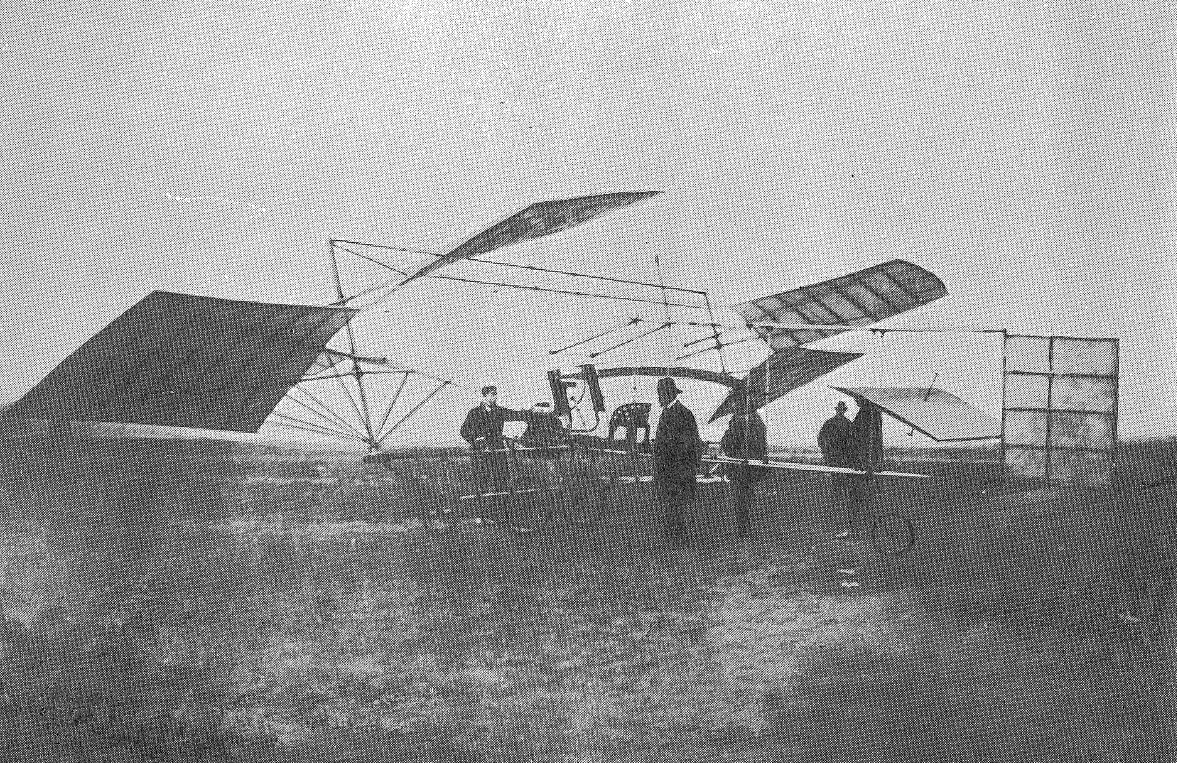
Vuiův vrtulník